# Fußball-Verbandsliga Mecklenburg-Vorpommern 2021/22
Die Saison 2021/22 war die 31. Spielzeit der Verbandsliga Mecklenburg-Vorpommern und die vierzehnte als sechsthöchste Spielklasse im Fußball der Männer in Deutschland. Sie begann am 13. August 2021 mit der Begegnung SV Pastow gegen SV Warnemünde. Der Spielbetrieb wurde vom 20. November 2021 bis 19. Februar 2022 für eine Winterpause unterbrochen. Am 4. Juni 2022 endete die Saison planmäßig, wobei vier offene Spiele nicht mehr ausgetragen wurden. Die Wertung erfolgte daher anhand des Quotienten Punkte pro Spiel. Auf Grund der COVID-19-Pandemie kam es mehrmals zu Spielverschiebungen.

## Teilnehmende Mannschaften
- FC Förderkader René Schneider Rostock
- FC Anker Wismar
- SV Pastow
- FC Schönberg 95
- 1. FC Neubrandenburg 04
- Güstrower SC 09
- FSV Kühlungsborn
- Einheit Ueckermünde
- Penzliner SV
- Malchower SV
- SV Warnemünde
- SV Waren 09
- SG Aufbau Boizenburg
- SG Dynamo Schwerin
- SV Siedenbollentin
- FSV Bentwisch

Aus dem Landkreis Vorpommern-Rügen kam kein Teilnehmer.

## Saisonverlauf
An der Tabellenspitze entwickelte sich nach der Hinrunde ein Zweikampf zwischen Dynamo Schwerin und dem 1. FC Neubrandenburg. Beide Vereine meldeten sich als einzige Teams der Verbandsliga zur Teilnahme an der Oberliga in der Folgesaison an. Auch wenn Anker Wismar den Anschluss hielt, stand frühzeitig fest, dass die Hansestädter im Meisterrennen keine wesentliche Rolle spielen werden. Am letzten Spieltag kam es auf dem Schweriner Sportplatz Paulshöhe zum Duell zwischen Dynamo (Tabellenerster) und Wismar (Tabellendritter) vor 2262 Zuschauern – dem letzten Spiel auf dem historischen Sportplatz. Durch das 1:0 der Landeshauptstädter stand Dynamo als Meister von Mecklenburg-Vorpommern und Aufsteiger in die Oberliga fest.
Im Tabellenkeller standen Aufbau Boizenburg und der SV Waren 09 früh als erste Absteiger fest. Beide Mannschaften rangierten die gesamte Saison hindurch abgeschlagen auf den Abstiegsplätzen.
Höchster Sieg war das 16:0 des 1. FC Neubrandenburg gegen den SV Waren 09 am 19. Februar 2022. Das torreichste Spiel war der 15:2-Sieg des SV Warnemünde am 15. Mai 2022 ebenso gegen den SV Waren 09.

## Statistik

### Abschlusstabelle
| Pl.               | Verein                                | Sp. | S  | U | N  | Tore    | Diff. | Punkte |
| ----------------- | ------------------------------------- | --- | -- | - | -- | ------- | ----- | ------ |
| 1.                | SG Dynamo Schwerin                    | 30  | 20 | 5 | 5  | 085:300 | +55   | 65     |
| 2.                | 1. FC Neubrandenburg                  | 30  | 18 | 8 | 4  | 098:310 | +67   | 62     |
| 3.                | FC Schönberg 95                       | 30  | 17 | 6 | 7  | 095:530 | +42   | 57     |
| 4.                | FC Anker Wismar                       | 30  | 17 | 5 | 8  | 069:280 | +41   | 56     |
| 5.                | SV Pastow                             | 30  | 16 | 7 | 7  | 089:440 | +45   | 55     |
| 6.                | Güstrower SC 09                       | 28  | 15 | 4 | 9  | 057:370 | +20   | 49     |
| 7.                | Einheit Ueckermünde                   | 28  | 14 | 4 | 10 | 063:410 | +22   | 46     |
| 8.                | Malchower SV                          | 30  | 13 | 8 | 9  | 056:460 | +10   | 47     |
| 9.                | Penzliner SV                          | 30  | 14 | 3 | 13 | 071:690 | +2    | 45     |
| 10.               | FSV Kühlungsborn                      | 29  | 11 | 6 | 12 | 060:610 | −1    | 39     |
| 11.               | FC Förderkader René Schneider Rostock | 30  | 12 | 4 | 14 | 063:470 | +16   | 40     |
| 12.               | FSV Bentwisch                         | 29  | 11 | 4 | 14 | 059:650 | −6    | 37     |
| 13.               | SV Warnemünde                         | 30  | 9  | 6 | 15 | 060:750 | −15   | 33     |
| 14.               | SV Siedenbollentin                    | 29  | 7  | 5 | 17 | 044:790 | −35   | 26     |
| 15.               | SG Aufbau Boizenburg                  | 29  | 2  | 1 | 26 | 022:130 | −108  | 07     |
| 16.               | SV Waren 09                           | 30  | 1  | 2 | 27 | 014:169 | −155  | 05     |
| Stand: Saisonende |                                       |     |    |   |    |         |       |        |

Durch Anwendung der Quotientenregel Punkte pro Spiel schloss Einheit Ueckermünde vor dem Malchower SV und der FSV Kühlungsborn vor dem Förderkader René Schneider ab.

### Torschützenliste
|    | Spieler            | Verein          | Tore |
| -- | ------------------ | --------------- | ---- |
| 1. | Jelto Focke Reuter | FC Schönberg 95 | 36   |
| 2. | Normen Richter     | Penzliner SV    | 27   |
| 3. | Marc Klöckner      | SV Pastow       | 24   |